# Apocalypse Day
「Apocalypse Day」（アポカリプス・デイ）は、鈴木愛奈の楽曲。hotaruが作詞、Rictが作曲を手掛けた。4枚目のシングルとして2023年12月27日にLantisより発売された。

## 背景
表題曲は自身が声優として主演を務めるテレビアニメ『邪神ちゃんドロップキック【世紀末編】』のオープニングテーマであり、同作品の主題歌をソロで担当するのは今回が初となる。
楽曲制作にSABLE HILLSのギタリストRictを迎えた本格的なメタルコアサウンドであり、ハードでアグレッシブな楽曲に仕上がっている。作詞はMYTH & ROIDやOxTへの作詞提供で有名なhotaruが担当。
また、カップリング曲となる「Liberer le sceau」はヘヴィメタルバンドの「MinstreliX」のギタリストTakao（作・編曲）とヴォーカルのLeo Figaro（作詞）が手がけ、彼らの得意とする哀愁溢れるメロディックスピードメタルとなっている。タイトルの意味は「封印からの解放」。

## シングル収録内容
| #         | タイトル                           | 作詞                   | 作曲・編曲        | 弦編曲                  | 時間  |
| --------- | ---------------------------------- | ---------------------- | ----------------- | ----------------------- | ----- |
| 1.        | 「Apocalypse Day」                 | hotaru                 | Rict(SABLE HILLS) |                         | 3:59  |
| 2.        | 「Liberer le sceau」               | Leo Figaro(MinstreliX) | Takao(MinstreliX) | 田熊知存(Dream Monster) | 4:14  |
| 3.        | 「Apocalypse Day」(Instrumental)   |                        |                   |                         | 3:59  |
| 4.        | 「Liberer le sceau」(Instrumental) |                        |                   |                         | 4:14  |
| 合計時間: | 合計時間:                          | 合計時間:              | 合計時間:         | 合計時間:               | 16:26 |